# Mirjam Oldenhave
Mirjam Oldenhave (Hengelo (OV), 20 augustus 1960) is een Nederlandse schrijfster van kinder- en jeugdboeken en vanaf 2017 schrijft zij ook voor volwassenen.

## Loopbaan
Na haar schooltijd in Nijmegen, waar ze een opleiding tot dramatherapeut volgde, gaf ze tien jaar lang toneellessen op een school voor zeer moeilijk opvoedbare kinderen. Ook speelde ze in het toneelgezelschap Magnolia, dat door het land trok en voorstellingen gaf aan volwassenen. Daarna verhuisde ze naar Amsterdam waar ze een cursus Schrijven voor Kinderen bij Scriptplus volgde. Na vier jaar kwam haar eerste boek uit: Mama!. 
Samen met haar vriend is ze pleegouder voor kinderen bij wie het thuis mis is gegaan. Alle kinderen die bij Oldenhave wonen of gewoond hebben, komen wel ergens terug in een van haar boeken.
Oldenhave kreeg een Vlag en Wimpel van de Griffeljury voor Donna Lisa, Mees Kees – De sponsorloop en Mees Kees gaat verhuizen. Van Klem! en Belly B. werden schoolmusicals gemaakt. Daarnaast heeft Oldenhave het kinderboekenweekgeschenk van 2010, Mees Kees in de gloria, geschreven.
Naast het schrijven maakt Oldenhave met haar gezelschap MOEX theatershows over haar boeken. Oldenhave zingt, vertelt en speelt gitaar en accordeon in de Mees Kees show en Flits de show.
De verhalen die Oldenhave schreef over Mees Kees werden verfilmd onder regie van Barbara Bredero. De film Mees Kees ging in 2012 in première en trok ruim 600.000 bezoekers. In 2013 ging de tweede film in première: Mees Kees op kamp, in 2014 de derde, Mees Kees op de planken,  in 2016 de vierde, Mees Kees langs de lijn. en in 2019 de vijfde Mees Kees in de Wolken

## Geschreven boeken
Voor kinderen
- De levens van Lanya (Mirjam Oldenhave en Lanya Sabir, 2023, Uitgeverij Ploegsma)
- Mees Kees - De Husselrace (2020, Uitgeverij Ploegsma)
- Mees Kees - Hoppa! (2019, Uitgeverij Ploegsma)
- Mees Kees - Buiten de lijntjes (2016, Uitgeverij Ploegsma)
- Groep acht op kamp (2014 uitgeverij van Holkema & ploegsma, Het echte kamp boek)
- Mees Kees - Op de planken (2014, Uitgeverij Ploegsma)
- Flits! - De roze rapper (2013, Uitgeverij Ploegsma)
- Mees Kees - Bloedjelink (2013, Uitgeverij Ploegsma)
- Flits! - Vliegende bliksem (2012, Uitgeverij Ploegsma)
- Mees Kees - De filmeditie (2012, Uitgeverij Ploegsma)
- Mees Kees gaat verhuizen (2011, Uitgeverij Ploegsma)
- Flits! - De nieuwsjagers (2011, Uitgeverij Ploegsma)
- Mama! (Mirjam Oldenhave en Dagmar Stam, 2011, Uitgeverij Ploegsma)
- Mees Kees - In de gloria (2010, CPNB) - kinderboekenweekgeschenk 2010
- Mees Kees - De sponsorloop (2010, Uitgeverij Ploegsma)
- Briljant! (2009, Uitgeverij Ploegsma)
- Mees Kees op kamp (2009, Uitgeverij Ploegsma - getipt door de Nederlandse Kinderjury 2010)
- Geen probleem met Fixit! (2009, Uitgeverij Ploegsma)
- Skaten! (2008, Uitgeverij Ploegsma)
- Het geheim van de maffiabaas (2008, Uitgeverij Leopold)
- Donna Lisa (2008, Uitgeverij Ploegsma) - bekroond met een Vlag en Wimpel
- Voor jou 10 anderen (2008, Uitgeverij Querido Slash) - samen met Cynthia van Eck
- Mees Kees - De rekenrap (2008, Uitgeverij Ploegsma)
- Belly B. (2008, Uitgeverij Ploegsma)
- Belly B op tournee (2008, Uitgeverij Ploegsma)
- Control & Copy (2007, Uitgeverij Ploegsma)
- Mees Kees - Op de kast (2007, Uitgeverij Ploegsma) - getipt door de Nederlandse Kinderjury 2008
- P.S., ik ben verliefd (Jacques Vriens en Mirjam Oldenhave, Van Holkema & Warendorf 2007)
- Lief, Liefde, Geliefd (2006, Uitgeverij Ploegsma)
- Een spion is nooit b-b-bang (2006, Uitgeverij Zwijsen)
- Mees Kees - Een pittig klasje (2006, Uitgeverij Ploegsma)
- Rampenkamp (2006, Uitgeverij Leopold)
- Geheim agent (2005, Uitgeverij Zwijsen)
- Klem! (2005, Uitgeverij Ploegsma)
- Jan, de zakenman (2005, Uitgeverij Zwijsen)
- Sleutelgeheim (2005, Uitgeverij Zwijsen)
- Niet verder vertellen (2005, Uitgeverij Ploegsma)
- Joris en de Beesten Veiligheids Dienst (2005, Uitgeverij Van Holkema & Warendorf)
- Zoenmysterie (2004, Uitgeverij Van Holkema & Warendorf, Het boek Om te zoenen)
- PS Ik ben uw dochter (2004, Uitgeverij Van Holkema & Warendorf)
- Ik, ik! (2002, Uitgeverij Van Holkema & Warendorf)
- Wedden van wel! (2001, Uitgeverij Van Holkema & Warendorf)

Voor volwassenen
- Alles goed en wel (2018, Ambo/Anthos Uitgevers)
- Weet ik veel, belevenissen van een pleegmoeder (2019, Ambo/Anthos Uitgevers)